# Concursul Muzical Eurovision Junior 2010
Concursul Muzical Eurovision Junior 2010 a fost a opta ediție a concursului destinat copiilor. Aceasta a avut loc la Minsk, capitala Belarusului și a fost programată pentru data de 20 noiembrie 2010. Tema concursului a fost „Simte magia” (Feel the Magic), o platformă unică.

## Locație
Uniunea Europeană de Radio-Televiziune (EBU) a invitat televiziunile pentru a licita pentru drepturile de difuzare ale Concursului Muzical Eurovision Junior 2010.
În competiție cu Malta și Rusia, Belarus a câștigat dreptul de a se desfășura JESC 2010 la ei acasă.
Evenimentul se va ține în Minsk-Arena, Minsk cu o capacitate de 15 000 de spectatori.

## Design
Tema concursului de anul acesta a fost anunțată pe 8 aprilie 2010, aceasta fiind un format cu multe cercuri de culori diferite (simbolizând diferitele culturi, țări și oameni) în formă de aripi (simbolizând libertatea de exprimare). Pe 8 septembrie au fost arătate mascotele (un urs și un zimbru). La sfârșitul post-card-ului fiecărei țări participante apăreau aripile colorate în așa manieră încât să reprezinte steagul țării care urma a fi interpretată.

## Participanți
Pe 28 iulie 2010, EBU a anunțat lista participanților Concursului Muzical Eurovision Junior 2010, 14 în total. Republica Moldova a debutat, iar Letonia și Lituania au revenit. România și Cipru și-au anunțat retragerea din cauza rezultatelor slabe și lipsei fondurilor. 
| Țara de proveniență | Limbă                  | Artist                   | Cântec                                      | Traducere        | Poziție | Puncte |
| ------------------- | ---------------------- | ------------------------ | ------------------------------------------- | ---------------- | ------- | ------ |
| Lituania            | lituaniană             | Bartas                   | Oki Doki                                    |                  | 6       | 67     |
| Republica Moldova   | română si engleză      | Ștefan Roșcovan          | Alli Baba                                   |                  | 8       | 54     |
| Țările de Jos       | neerlandeză și engleză | Anna și Senna            | My Family                                   | Familia Mea      | 9       | 52     |
| Serbia              | sârbă                  | Sonja Škorić             | Čarobna Noć                                 | Noapte Magică    | 3       | 113    |
| Ucraina             | ucraineană             | Iulia Gurska             | Mii Litak (Мій літак)                       | Avionul Meu      | 14      | 28     |
| Suedia              | suedeză                | Josefine Ridell          | Allt jag vill ha                            | Tot ce vreau     | 11      | 48     |
| Rusia               | rusă și engleză        | Sașa Lazin și Liza Drozd | Boy And Girl                                | Băiat și Fată    | 2       | 119    |
| Letonia             | letonă și engleză      | Šarlote Lēnmane          | Viva La Dance                               |                  | 10      | 51     |
| Belgia              | neerlandeză și engleză | Jill și Lauren           | Get Up!                                     |                  | 7       | 61     |
| Armenia             | armeană                | Vladimir Arzumanian      | Mama (Մամա)                                 |                  | 1       | 120    |
| Malta               | engleză și malteză     | Nicole Azzopardi         | Knock Knock, Boom Boom                      |                  | 13      | 35     |
| Belarus             | rusă                   | Daniil Koslov            | Muzîki Svet (Музыки свет)                   | Luminile Muzicii | 5       | 85     |
| Georgia             | imaginară              | Mariam Kahelișvili       | Mari-Dari (მარი-დარი)                       |                  | 4       | 109    |
| Republica Macedonia | macedoneană            | Anja Veterova            | Magicna Pesna (Eo,Eo) (Магична песна Eo,Eo) | Cântec Magic     | 12      | 38     |

## Score sheet
|             |                                             | Results |             |        |         |        |        |        |         |         |       |         |         |           |    |    |
| Total Score | Lithuania                                   | Moldova | Netherlands | Serbia | Ukraine | Sweden | Russia | Latvia | Belgium | Armenia | Malta | Belarus | Georgia | Macedonia |    |    |
| Concurenți  | Lituania                                    | 67      |             | 2      | 2       | 4      | 4      | 4      | 6       | 6       | 5     | 4       |         | 6         | 10 | 2  |
| Concurenți  | Rep. Moldova                                | 54      | 1           |        |         | 1      |        | 2      | 5       | 2       | 6     | 7       | 10      | 2         | 6  |    |
| Concurenți  | Țările de Jos                               | 52      | 2           |        |         | 7      | 1      | 3      |         | 3       | 10    | 5       |         | 1         | 8  |    |
| Concurenți  | Serbia                                      | 113     | 6           | 12     | 10      |        | 7      | 8      | 7       | 10      | 7     | 3       | 8       | 10        | 1  | 12 |
| Concurenți  | Ucraina                                     | 28      |             |        |         |        |        |        | 4       |         |       | 1       | 2       |           | 4  | 5  |
| Concurenți  | Suedia                                      | 48      | 3           |        | 4       | 2      | 3      |        | 2       | 4       | 8     | 2       | 1       | 4         |    | 3  |
| Concurenți  | Rusia                                       | 119     | 10          | 7      | 8       | 8      | 8      | 10     |         | 8       | 4     | 12      | 12      | 12        | 7  | 1  |
| Concurenți  | Letonia                                     | 51      | 8           | 8      | 6       |        | 5      | 1      |         |         | 1     |         | 5       |           | 5  |    |
| Concurenți  | Belgia                                      | 61      | 5           | 3      | 12      | 5      |        | 6      | 1       |         |       |         | 4       | 3         | 2  | 8  |
| Concurenți  | Armenia                                     | 120     | 7           | 10     | 5       | 6      | 12     | 12     | 12      | 5       | 12    |         | 6       | 8         | 3  | 10 |
| Concurenți  | Malta                                       | 35      |             | 4      | 1       | 3      |        |        |         |         |       | 6       |         | 5         |    | 4  |
| Concurenți  | Belarus                                     | 85      | 4           | 6      | 3       |        | 6      |        | 10      | 12      |       | 10      | 3       |           | 12 | 7  |
| Concurenți  | Georgia                                     | 109     | 12          | 5      | 7       | 10     | 10     | 7      | 8       | 7       | 3     | 8       | 7       | 7         |    | 6  |
| Concurenți  | Macedonia                                   | 38      |             | 1      |         | 12     | 2      | 5      | 3       | 1       | 2     |         |         |           |    |    |
| Concurenți  | Toate țările primmesc 12 puncete din start. |         |             |        |         |        |        |        |         |         |       |         |         |           |    |    |

### 12 puncte
Țarile care au primit 12 puncte.
| N. | Pentru              | De la                                  |
| -- | ------------------- | -------------------------------------- |
| 4  | Armenia             | Ucraina, Suedia, Rusia, Belgia         |
| 3  | Rusia               | Armenia, Malta, Belarus                |
| 2  | Serbia              | Republica Moldova, Republica Macedonia |
| 2  | Belarus             | Letonia, Georgia                       |
| 1  | Belgia              | Olanda                                 |
| 1  | Georgia             | Lituania                               |
| 1  | Republica Macedonia | Serbia                                 |

- Toate țările primesc 12 puncte din start.

## Transmisiuni internaționale
- Australia